# Maaierstijd
Maaierstijd (Engels: Reaper Man) is het elfde boek uit de Schijfwereld serie van de Britse schrijver Terry Pratchett.

## Samenvatting
De accountants (Engels: The Auditors) zijn de controleurs van de werkelijkheid. Ze hebben besloten De Dood af te laten vloeien. Dit omdat deze een persoonlijkheid heeft ontwikkeld, wat de accountants ondoelmatig vinden. De dood gaat in dienst bij juffrouw Renate Waardvliet als knecht voor zes duiten per week. Hij noemt zichzelf nu Wim Deur (Bill Door).
Intussen is op de Gesloten Universiteit (Unseen University) de tovenaar Windel Poens (Windle Poons) gestorven. Maar zonder de Dood blijft hij rondzwerven als ondode. Zijn collegatovenaars besluiten hem te begraven, maar ook dat haalt niets uit, dus graaft hij zich een weg uit zijn graf. Hij belandt bij de Club van Herstarters (Fresh Start Club) van Rigter Schoen. Ze ontdekken dat er zich een grote parasitaire levensvorm in de stad vormt: eerst in de vorm van sneeuwbollen, dan winkelwagentjes en uiteindelijk in de gedaante van een winkelcentrum. De Club en de tovenaars kunnen de parasiet stoppen, terwijl de Dood de Nieuwe Dood in een tweegevecht verslaat, waarna hij verhaal gaat halen bij Azraël, de ene Dood waaruit alle aspecten van de dood voortkomen. Deze stelt de Dood in het gelijk en laat de accountants verdwijnen.